# Daniel Felgenhauer
Daniel Felgenhauer (* 10. Mai 1976 in Hof) ist ein ehemaliger deutscher Fußballspieler und derzeitiger -trainer.

## Karriere
Das Fußballspiel lernte Felgenhauer beim ASGV Döhlau, bevor er in den Nachwuchs zum FC Bayern Hof wechselte. Dort debütierte er bereits mit 18 Jahren in der ersten Mannschaft, die 1994 in die Bayernliga aufstieg. Der torgefährliche Mittelfeldspieler spielte bis 1997 bei Bayern Hof, bevor er zur SpVgg Greuther Fürth in die 2. Bundesliga wechselte. Dort wurde er in den folgenden Jahren zum Leistungsträger und später auch zum Mannschaftskapitän.
2001 wechselte er für eine Ablösesumme von 1.250.000 Euro in die Bundesliga zu Borussia Mönchengladbach. Nach zwei Spielzeiten, in denen er lediglich 21 Spiele bestritt und ein Tor erzielte, wechselte er zurück in die 2. Bundesliga zu LR Ahlen, bevor er 2005 an seine alte Wirkungsstätte zu Greuther Fürth zurückkehrte. In der 2. Bundesliga bestritt Felgenhauer bis 2006 insgesamt 183 Spiele und erzielte 24 Tore. Ab der Saison 2007/08 trug Felgenhauer die Kapitänsbinde bei Fürth.
Da sein Vertrag in Fürth nicht verlängert wurde, wechselte er zur Saison 2009/10 zurück zu Rot Weiss Ahlen. Sein dortiger Vertrag wurde am 9. Januar 2010 rückwirkend zum 31. Dezember 2009 aufgelöst. Am 16. April 2010 verpflichtete ihn Bayernligist SpVgg Bayern Hof als Spielertrainer. Ab 24. September 2010 wechselte er bei den Hofer Bayern auf die Position des Teammanagers, steht aber auch weiterhin im Spielerkader. Mit dem Verein qualifizierte er sich in der Saison 2011/12 für die neue Regionalliga Bayern.
Nach der Beurlaubung von Norbert Schlegel übernahm Felgenhauer gegen Ende der Saison 2012/13 erneut das Traineramt bei den abstiegsbedrohten Hofern. In zwei Relegationsspielen gegen Großbardorf traf Felgenhauer jeweils und sicherte den Bayern damit den Klassenerhalt. Danach gab Bayern Hof bekannt, dass Felgenhauer Trainer bleibt. Seine Spielerkarriere beendete er dafür. Am 1. April 2014 trennte sich der Verein von Felgenhauer.
Zur Saison 2014/2015 wurde Felgenhauer unter Gino Lettieri Co-Trainer beim Drittligisten MSV Duisburg, bei dem er einen Vertrag bis 2015 unterschrieb. Mitte 2016 gab der Verein bekannt, die Zusammenarbeit mit Felgenhauer zu beenden. Ende Oktober 2016 übernahm er die A-Jugend des KFC Uerdingen 05, verließ den Verein jedoch im März des Folgejahres wieder. Im Sommer 2018 kehrte er als Co-Trainer der U17 zu Borussia Mönchengladbach zurück. Im Sommer 2021 wurde er Co-Trainer von Heiko Vogel bei Mönchengladbachs 2. Mannschaft. Im Sommer 2022 trennte man sich vom Trainerduo.